# Actinidia eriantha
Actinidia eriantha är en tvåhjärtbladig växtart som beskrevs av George Bentham. Actinidia eriantha ingår i släktet aktinidiasläktet, och familjen Actinidiaceae. Inga underarter finns listade i Catalogue of Life.